# Otto Henrik Nordenskjöld
Otto Henrik Nordenskjöld, född 22 februari 1747 på Frugård i Mäntsälä socken i Finland, död den 8 april 1832 på Fårebo i Misterhults socken, Kalmar län, var en svensk friherre och viceamiral.

## Biografi
Nordenskjöld var son till Carl Fredric Nordenskiöld den äldre (släkten Nordenskiöld) till Ericsnäs och Frugård och Hedvig Märta Ramsay. Efter att ha varit student vid Kungliga Akademien i Åbo blev han kadett vid amiralitetet i Karlskrona. Han blev officer 1764 och deltog i nordamerikanska frihetskriget, först vid brittiska och sedan vid franska flottan. Deltog i Gustav III:s ryska krig 1788–1790, där han tjänstgjorde som flaggkapten åt hertig Karl av Södermanland.
Han var gift med grevinnan Beata Wrangel af Sauss. Av deras sex söner var samtliga militärer, däribland Carl Reinhold Nordenskiöld.
Jagaren HMS Nordenskjöld (12) har namngivits efter Otto Henrik Nordenskjöld.

## Utmärkelser[1]
- Riddare av Svärdsorden – 28 september 1779
- Riddare av Franska militärförtjänstorden – 1780
- Riddare med stora korset av Svärdsorden – 27 juli 1788 (För tapperhet under Slaget vid Hogland)
- Kommendör av Svärdsorden – 28 november 1797
- Kommendör med stora korset av Svärdsorden – 3 juli 1809
- Friherre – 7 oktober 1815